# Teisnach

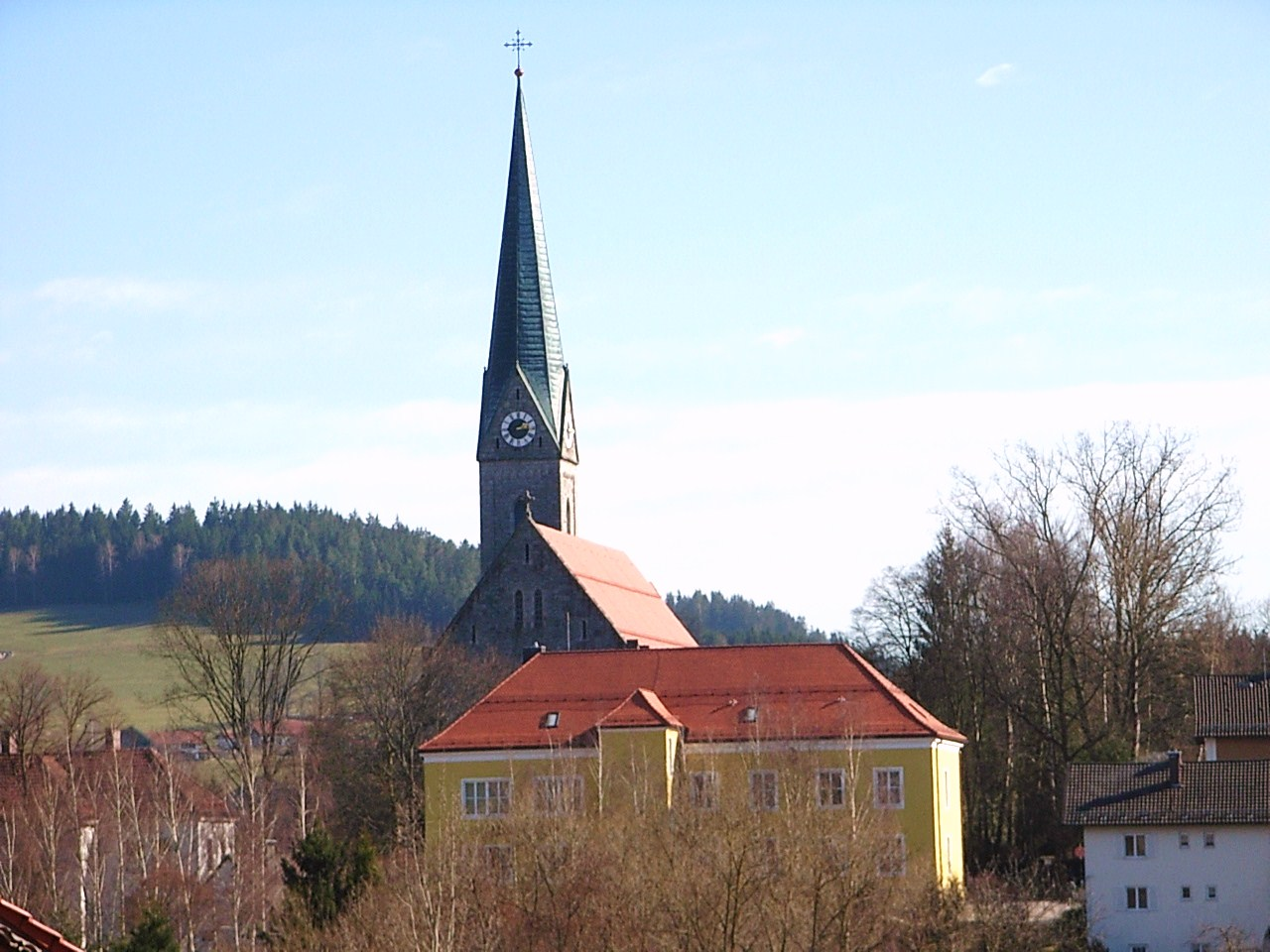
Katholische Pfarrkirche und Rathaus von Teisnach

Teisnach ist ein Markt im niederbayerischen Landkreis Regen.

## Geografie

### Geografische Lage
Teisnach liegt in der Region Donau-Wald im Naturpark des Bayerischen Waldes, an der Mündung des Flusses Teisnach in den Schwarzen Regen. Durch einen Teil des Gemeindegebietes fließt der Flinzbach. Der Marktflecken befindet sich etwa 13 km südöstlich von Viechtach, 25 km nördlich von Deggendorf und 18 km nordwestlich der Kreisstadt Regen.

### Gemeindegliederung
Es gibt 15 Gemeindeteile (in Klammern ist der Siedlungstyp angegeben):
- Altenmais (Dorf)
- Arnetsried (Dorf)
- Aschersdorf (Dorf)
- Bärmannsried (Dorf)
- Busmannsried (Dorf)
- Hofstatt (Einöde)
- Kaikenried (Kirchdorf)
- Oed (Dorf)
- Sohl (Dorf)
- Stadlhof (Weiler)
- Teisnach (Hauptort)
- Triendlmühle (Weiler)
- Weiden (Einöde)
- Wetzelsdorf (Dorf)
- Zinkenried (Weiler)

Es gibt nur die Gemarkung Teisnach.

## Geschichte

### Bis zur Gemeindegründung
Früher war Teisnach ein kleines Fischerdorf am Schwarzen Regen. Die erste urkundliche Erwähnung des Gebietes war 1367, 1430 wird in einer Urkunde die Existenz einer Mühle in Teisnach festgehalten. Teisnach gehörte zum Rentamt Straubing und zum Landgericht Viechtach des Kurfürstentums Bayern. Die Zuständigkeiten waren hier zwischen dem Landgericht Viechtach und dem Pfleggericht Linden geteilt. Im Zuge der Verwaltungsreformen im Königreich Bayern entstand mit dem Gemeindeedikt von 1818 aus den Gemeinden Teisnach, Kaikenried und Sohl die heutige Gemeinde.

### 19. und 20. Jahrhundert
Nach langwierigen Verhandlungen fiel die Entscheidung, den Pfarrsitz von Geiersthal nach Teisnach zu verlegen. Die baufällige Pfarrkirche von Geiersthal wurde teilweise abgebrochen und in eine Friedhofskirche umgewandelt. In den Jahren 1898 bis 1900 wurde in Teisnach von Johann Baptist Schott die Kirche St. Margareta erbaut und 1903 der Pfarrsitz von Geiersthal nach Teisnach verlegt.

### Einwohnerentwicklung
Zwischen 1988 und 2018 wuchs der Markt von 2686 auf 2950 um 264 Einwohner bzw. um 9,8 % – der höchste prozentuale Zuwachs im Landkreis im genannten Zeitraum.
| Jahr | Einwohner |
| ---- | --------- |
| 1961 | 2565      |
| 1970 | 2573      |
| 1987 | 2641      |
| 1991 | 2784      |
| 1995 | 2912      |
| 2000 | 2994      |
| 2005 | 2955      |
| 2010 | 2894      |
| 2015 | 2879      |
| 2023 | 3014      |

## Politik

### Marktgemeinderat
Die Kommunalwahlen vom 15. März 2020 und frühere ergaben folgende Sitzverteilungen:
|      | CSU | SPD | Freie Wählergemeinschaft | Freie Wähler | BP | Unabhängige | Gesamt |
| 2020 | 4   | 6   | 2                        | 1            | 1  | -           | 14     |
| 2014 | 6   | 5   | 2                        | -            | -  | 1           | 14     |

### Bürgermeister
Erste Bürgermeisterin war von 1990 bis 2017 Rita Röhrl (SPD). Sie wurde am 2. März 2008 mit 97 % und am 16. März 2014 mit 89 %: der Stimmen in ihrem Amt bestätigt. Seit 2014 ist Gerhard Ebnet (Freie Wähler) zweiter Bürgermeister und Regina Pfeffer (CSU) seit 2020 dritte Bürgermeisterin von Teisnach. Nachdem Röhrl zum 1. Dezember 2017 Landrätin von Regen wurde, führte Gerhard Ebnet kommissarisch die Amtsgeschäfte. Am 14. Januar 2018 wurde Daniel Graßl (SPD) mit 54,6 Prozent der gültigen Stimmen zum ersten Bürgermeister gewählt, die Vereidigung erfolgte am 1. Februar 2018.

### Wappen
| Wappen von Teisnach | Blasonierung: „In Gold eine eingeschweifte blaue Spitze, darin ein silberner Wellenbalken; vorne ein senkrecht links gewendetes halbes blaues Zahnrad, hinten ein grüner Nadelbaum.“ |
| Wappen von Teisnach | Wappenführung seit 1971 |

## Kultur und Sehenswürdigkeiten

### Veranstaltungen
In der Gemeinde fanden von 2006 bis 2008 jährlich Konzerte mit internationalen Interpreten statt. Die hundertprozentige Tochtergesellschaft des Marktes „Kultur in Teisnach GmbH“ veranstaltete 2006 ein Open-Air-Konzert mit Peter Maffay, 2007 mit Pink und 2008 mit Lenny Kravitz. Zu diesen Konzerten kamen jeweils etwa 10.000 Konzertbesucher. Trotz eines positiven Bürgervotums lehnte die Mehrheit der Gemeinderatsmitglieder die Weiterführung der Konzerte wegen großer finanzieller Verluste ab.

## Wirtschaft und Infrastruktur

### Wirtschaft einschließlich Land- und Forstwirtschaft
Teisnach ist ein Industriestandort.
Im engen Tal des Regenflusses nahe der Teisnachmündung liegt die Papierfabrik Pfleiderer Spezialpapiere Teisnach.
Im Südosten an der Teisnach befindet sich der mit derzeit ca. 2000 Beschäftigten größte Arbeitgeber des Landkreises Regen, das Zweigwerk der Fa. Rohde & Schwarz (Meßgeräte- und Senderbau). Dieser Standort ist, nach dem Hauptsitz in München mit 2.100 Mitarbeitern, knapp der zweitgrößte Standort des Unternehmens.
Im Technologiecampus der Hochschule Deggendorf entstand von Oktober 2012 bis 2013 eine „Optikmaschine“ die UPG 2000 CNC, (eine achtachsige CNC gesteuerte Spiegelschleif- und Poliermaschine) zur Fertigung „höchst präziser Teleskopspiegel“ für die Weltraumforschung, z. B. im Auftrag der ESO.
In dem um den Technologiecampus entstehenden Industriegebiet siedelte sich u. a. der E-Carsharing-Anbieter E-Wald GmbH, der Internetprovider amplus AG und die Roboterfirma KUTERO GmbH an.
1998 gab es nach der amtlichen Statistik im produzierenden Gewerbe 917 und im Bereich Handel und Verkehr keine sozialversicherungspflichtig Beschäftigten am Arbeitsort. In sonstigen Wirtschaftsbereichen waren am Arbeitsort 195 Personen sozialversicherungspflichtig beschäftigt. Sozialversicherungspflichtig Beschäftigte am Wohnort gab es 1013. Im verarbeitenden Gewerbe gab es drei, im Bauhauptgewerbe acht Betriebe. Zudem bestanden im Jahr 1999 62 landwirtschaftliche Betriebe mit einer landwirtschaftlich genutzten Fläche von 822 ha, davon waren 643 ha Dauergrünfläche.

### Verkehr

#### Bahn
Teisnach hat seit 1890 einen Bahnhof an der Strecke Gotteszell–Blaibach. 1991 wurde der regelmäßige Personenverkehr zunächst von Viechtach nach Blaibach und Gotteszell eingestellt. Nur noch Güter- und Ausflugszüge sowie Züge zum Betriebswerk in Viechtach verkehrten auf dem verbliebenen Streckenast.
Im September 2016 wurde der Bahnbetrieb im Stundentakt für einen Probebetrieb wieder aufgenommen. Dieser wird von der Länderbahn mit den Zügen der Waldbahn durchgeführt. Neben dem Bahnhof in Ortsmitte wurde südlich von Teisnach ein zusätzlicher Haltepunkt Teisnach Rohde & Schwarz gebaut, der unmittelbar an der Gemeindegrenze auf dem Gebiet von Geiersthal liegt. Dieser ist über einen Gehweg an die gegenüberliegende namensgebende Fabrik angebunden. Ursprünglich war für diesen Haltepunkt der Name Technologiecampus vorgesehen. Dieser Campus der Technischen Hochschule Deggendorf befindet sich etwas weiter entfernt vom Haltepunkt.

#### Straßenverkehr
Durch den Ort führt die Staatsstraße 2136 von Patersdorf über Teisnach und Bodenmais zum Großen Arbersee. In Teisnach beginnen die nach Drachselsried verlaufende Staatsstraße 2636 und die Kreisstraße REG 18, die Teisnach über Kaikenried bei Arnetsried an die B 85 anbindet.

### Bildung
2012 gab es folgende Einrichtungen:
- Kindertagesstätte mit 90 Kindergartenplätzen und 17 Krippenplätzen
- Volksschule mit 22 Lehrern und 386 Schülern
- Technologietransferzentrum der Hochschule Deggendorf (Betriebsaufnahme zum Wintersemester 2009/10)

## Persönlichkeiten

### Söhne und Töchter der Gemeinde
- Artur Jost Pfleghar (* 1945), Maler und Bildhauer
- Wilhelm Gegenfurtner (* 1946), römisch-katholischer Geistlicher, emeritierter Dompropst und Generalvikar des Bistums Regensburg

### Mit der Gemeinde verbundene Persönlichkeiten
- Thomas Gerber (* 1975), Koch